# Казеков
Казеков (њем. Casekow) општина је у њемачкој савезној држави Бранденбург. Једно је од 34 општинска средишта округа Укермарк. Према процјени из 2010. у општини је живјело 2.200 становника. Посједује регионалну шифру (AGS) 12073097.

## Географски и демографски подаци
Казеков се налази у савезној држави Бранденбург у округу Укермарк. Општина се налази на надморској висини од 22 метра. Површина општине износи 94,1 km². У самом мјесту је, према процјени из 2010. године, живјело 2.200 становника. Просјечна густина становништва износи 23 становника/km².